# Guy-Crescent Fagon
Guy-Crescent Fagon (11. května 1638 – 11. března 1718) byl francouzský lékař, hlavní lékař krále Ludvíka XIV. a botanik. Měl šlechtický původ a jeho strýc Guy de La Brosse se podílel na založení Královských zahrad. Fagon byl rovněž také ředitelem zahrad. Díky svému postavení jej vyučovali vynikající učitelé té doby: Gilles-François Boulduc, Antoine de Saint-Yon a Étienne François Geoffroy.
Díky jeho působení v botanice byl později podle něj pojmenován rostlinný rod Fagonia. Jeho hlavní pracovní náplní však bylo působení jako hlavní královský lékař krále Ludvíka XIV. O užívaných terapeutických postupech aplikovaných na králi či používaných recepturách na výrobu léčiv pro krále máme detailní záznam v podobě Deníku králova zdraví (Journal de la santé du roi Louis XIV), který po celý život krále psali tři jeho hlavní lékaři. V mládí Antoine Vallot, později Antoine Daquine a posledním byl právě Guy-Crescent Fagon. V roce 1669 byl jmenován čestným členem Francouzské akademie věd. Kromě Ludvíka XIV. patřili mezi jeho královské pacienty i Jakub II. a jeho manželka Marie Beatrice d'Este.
O místo hlavního lékaře přišel po smrti Ludvíka XIV., což bylo vzhledem ke smrti královského pacienta obvyklé. Za královu smrt byl kritizován, protože svého pacienta podroboval často a v krátkých intervalech pročišťovacím metodám (klystýr nebo dávidlo) a také pouštění žilou. Všechny tyto metody byly obvyklými postupy v 17. a v první polovině 18. století, jelikož v té době nebyli lékaři schopni ve většině stanovit správnou diagnózu. I přes silné a intenzivní bolesti však nepodal králi opium, přestože tento lék prokazatelně znal a sám jej užíval. Opium totiž užil u dalšího člena královské rodiny – umírající manželky králova vnuka a následníka trůnu, Marie-Adelaide, vévodkyně Burgundské, která zemřela 11. února 1712 na spalničky. Na stejné onemocnění do týdne zemřel i její choť Ludvík, vévoda Burgundský. Nakaženi byli i jejich 2 synové, oba po sobě následující následníci trůnu. Starší Ludvík, vévoda bretaňský byl lékaři v čele s Fagonem podroben opakovanému pouštění žilou, které nepřežil. Bylo mu pouhých 5 let. Mladšího, teprve dvouletého, prince Ludvíka, vévodu z Anjou, zachránila jeho guvernantka, když jej odmítla vydat lékařům, aby mu rovněž pustili žilou. Tím princi a budoucímu králi Ludvíkovi XV. zachránila život. Není tedy divu, že po králově smrti ztratil veškerou důvěru.
Navzdory neúspěchům zůstal ve vedení Královské zahrady až do své smrti v roce 1718.